# Sälglo näset
Sälglo näset är en halvö i Finland. Den ligger i Kimitoöns kommun i landskapet Egentliga Finland, i den sydvästra delen av landet, 130 km väster om huvudstaden Helsingfors.